# Língua lapônica de Acala
A língua lapônica de Acala é uma língua da subdivisão lapônica, falada até 2003 em alguns vilarejos da Península de Kola, na Rússia.
O último falante conhecido da Língua lapônica de Acala morre, tornando a língua extinta.